# 유성의 인연
《유성의 인연》(일본어: 流星の絆)는 히가시노 게이고의 추리 소설이다.

## 개요
어린 시절 부모가 살해당하는 가혹한 운명을 짊어진 삼남매가 사기를 치면서, 공소시효가 다가오는 14년 후에 진범을 사냥하는 복수극이다. 범인의 추리를 축으로, 복수, 컴퓨터 게임, 금지된 사랑 등의 요소가 그려진 작품이다. 히가시노 본인은 본 작품의 제작을 고통으로 나타내지 않고, 특히 라스트는 자신이 아니라 등장 인물이 쓰게했다고 각종 인터뷰에서 말했다.
단행본의 캐치프레이즈
- 참살된 부모의 복수를 유성에 맹세한 삼남매.
- 오빠, 여동생 (나)는 진심이야. 우리들의 원수의 아들에게 반해있어.
- 14년 후, 그들이 건 복수 계획의 가장 큰 잘못은 동생의 연정이었다.
- 2008년 10월, 텔레비전 연속 드라마화된다.

## 줄거리
양식당 '아리아케' 주인 부부의 삼남매 고이치, 다이스케, 시즈나. 고이치와 다이스케는 밤몰래 유성을 보고오려는 계획을 세웠고 부모님 몰래 집을 빠져나오려던 찰나, 잠들려던 여동생 시즈나에게 덜미가 잡힌다. 자기도 데려가지 않으면 부모님에게 다 말하겠다고 협박하는 동생을 달랠수있는 방법은 함께 데려가두는 것이었다. 그렇게 셋은 밤늦게 집을 나섰지만 뉴타운 건설지까지 간 그들을 맞이하는 건 유성이 아닌 비였다. 다시 발걸음을 돌려 집앞까지 왔을때, 다이스케는 가게 뒷문을 열고 도망치듯 뛰어나오는 한 남자를 보게된다. 새벽시간에 찾아올만한 사람이 없었기에 남자는 무척이나 수상한 존재였다.
그리고 다이스케는 방문앞에 우두커니 멈춰서있는 형을 본다. 고이치는 방안에서 시선을 떼지 않은채 조용히 경찰에 신고하라는 말만 한다. 이어 다이스케는 엄청난 광경을 목격한다. 방안에 있던건 아이들이 없어져서 걱정스러워하는 부모님이 아닌 처참하게 죽어있는 두 개의 시체였다. 돌아오는 길, 피곤함을 못이기고 큰오빠의 등에 업혔던 시즈나는 이를 전혀 모른채 조용히 잠을 자고 있을 뿐이었다.
야심한 밤에 집안에서 부모의 시체를 발견했다는 신고를 받고 출동한 가시와바라 형사. 하지만 너무 늦은 시간이라 목격자도 없는데다 신고를 한것도 쥐방울만한 어린애들이라 뭘해야 할지 막막하기만 했다. 그러다 부모의 시체를 보고 정신이 반쯤 나가버렸다 차린 다이스케가 범인을 봤다는 이야기를 하지만 이마저도 늦은 밤이라 인상착의가 정확하지 않았고 이후 본인도 엄청난 충격을 받은지라 기억 자체도 희미하기만 했다. 결국 문제의 사건은 미제로 남았고 고아가 된 삼남매는 보육원으로 가게된다.
그로부터 14년후, 아이러니하게도 사기꾼이 된 삼남매. 막내 시즈나의 미모를 이용해 이런저런 사기를 치고 다니던 그들은 마지막 타겟으로 양식당 체인 '도가미 정'의 후계자 유키나리를 노린다. 그런데 유키나리의 아버지를 본 다이스케는 경악을 감추지 못했다. 14년전, 부모님이 죽은 날 봤던 그 남자였기 때문이다. 게다가 도가미 정에서 파는 하야시라이스의 맛 역시 아리아케에서 팔던 하야시라이스와 똑같았다. 이에 형제는 유키나리의 아버지가 아리아케 부부를 죽이고 하야시라이스 레시피를 뺏었다는 가설을 세우게 된다.
뿐만 아니라 문제의 사건의 담당형사였던 가시와바라로부터 사건의 공소시효가 얼마 안남았다는 이야기를 듣는 순간 마음이 급해진 두 형제는 범인을 잡기위해 시즈나를 범인의 아들 유키나리에게 의도적으로 접근하게 만들었다. 처음엔 오빠들의 말만 듣고 가식적인 매력을 뿜어내며 유키나리를 사로잡은 시즈나. 그런데 연애를 하면 할수록 그녀는 점차 가식이 사라지는 자신을 발견했고 마침내 그의 아들을 진심으로 사랑하게 됐다는걸 인정하지 않을 수 없었다. 또 시즈나를 이용해 도가미 일가를 조사해가던 고이치는 충격적인 진실을 알게된다.

## 텔레비전 드라마
2008년 10월 17일부터 2008년 12월 19일까지 TBS에서 금요 드라마 시간대에 방송된 일본의 텔레비전 드라마이다. 각본은 쿠도 칸쿠로. 주연은 니노미야 카즈나리.

### 출연진

#### 주요 인물
- 아리아케 코이치 - (니노미야 카즈나리)

3남매의 장남으로, 부모님의 시체를 처음으로 발견함. 사건 당시에는 초등학교 6학년 . 보육시설을 나온 후에 근무하고 있던 디자인 설계 회사가 돌연 부도가 나고, 사장이 자살해, 스스로가 그 보상으로 도는 처지가 된다.그 경험 후부터 아무도 믿을 수 없게 되어, 사람을 속이는 것을 생업으로 해 왔다. 스스로 면밀한 리서치와 교묘한 시나리오를 세우고 타겟을 추적해 간다. 가혹한 운명을 살아 온 것으로, 자매들과의 정은 깊고, 그들을 지키려 하고 있다. 초등학생 무렵에는 부친으로부터 하야시라이스를 만드는 방법을 배웠다. 이 레시피가 쓰여진 노트를 부모의 기념품으로서 소중하게 가지고 있어 현재에도 타이스케와 시즈나에게 가끔 요리를 해 줄 때도 있다.
- 아리아케 타이스케 - (니시키도 료)

3남매의 차남으로, 사건 당시 초등학교 4학년. 사건의 쇼크로 당분간 말을 할 수 없게 되었지만, 후에 범인의 얼굴을 목격한 것을 얘기했다. 3남매의 사기 그룹에서는 실행범이 되어, 보석상이나 은행원, 호스트 등 다양한 업종의 인간에게 분장한다. 3남매 중 장남인 코이치가 말하길, 「분장을 하면 그 이외의 누구에게도 안보이는, 의태의 천재」. 시즈나에 관심을 가져주기 때문에, 여동생의 변화에 재빨리 눈치챘다. 코이치를 신뢰하고 있지만, 때에 따라 그의 신중하고 상대의 심리를 읽은 책략을 이해할 수 없게 되는 일이 있다.
- 아리아케 시즈나 - (토다 에리카)

3남매의 막내. 사건 당시 초등학교 1학년. 에스테틱 어드바이저의 사기행각에 걸렸고 이는 삼남매가 사기꾼이 되는 계기가 된다. 오빠들도 부러워할만큼 뛰어난 미모를 남자들을 꼬드기는데만 이용하고 있으며 토가미 유키나리를 유혹할때도 평소처럼 가식적인 매력을 뽐내며 그에게 접근했다. 하지만 그와의 만남이 길어지는 사이, 그녀는 점차 가식이 사리지는 자신을 발견하게 된다.
- 토가미 유키나리 - (카나메 준)

대기업의 양식 체인 「토가미 정」의 전무. 3남매에게 A랭크(상한이 측정할 수 없는 상대)로 사기의 타겟이 된다. 부지런하고, 사랑에는 흥미를 갖지 않았지만, 타케미네 사오리 (아리아케 시즈나) 와의 만남으로 기분에 변화가 생긴다. 어렸을 때에는 천체관측이 취미였다.

#### 그외 출연
- 모리 죠지 - (오미 토시노리)
- 하기무라 신지 - (시타라 오사무)
- 아마미야 노부오 (쿠니히로 토미유키)
- 야자키 히데코 - (아소우 유미)
- 타카야마 히사노부 - 키리타니 켄타
- 시타라 오사무
- 스기우라 타이요
- 사키 - (나카시마 미카) ※특별출연
- 에모토 아키라
- 모리시타 아이코
- 데이빗 이토
- 토쿠나가 에리
- 무라스기 세미노스케
- 이케즈 쇼코
- 한카이 카즈아키
- 카네다 아키오

### 스탭
- 각본 - 쿠도 칸쿠로
- 음악 - 코노 신
- 프로듀서 - 나스다 준, 이소야마 아키
- 연출 - 카네코 후미노리, 이시이 야스하루

### 주제가
- 주제곡 - 〈Beautiful days〉 - 아라시 (제이 스톰)
- 삽입곡 - 〈ORION〉 - 나카시마 미카 (소니 뮤직)

### 방송일 및 부제, 시청률
| 각화                                      | 방송일           | 부제 (서브 타이틀)                                         | 시청률 |
| ----------------------------------------- | ---------------- | ---------------------------------------------------------- | ------ |
| 제1화                                     | 2008년 10월 17일 | 히가시노 게이고 × 쿠도 칸쿠로! 눈물 № 1 미스터리 감동 대작 | 21.2%  |
| 제2화                                     | 2008년 10월 24일 | 우산과 초상화와 수수께끼의 여자                            | 17.3%  |
| 제3화                                     | 2008년 10월 31일 | 부모의 비밀과 하야시의 왕자님                              | 15.0%  |
| 제4화                                     | 2008년 11월 7일  | 진범과 얽힌 기억                                           | 15.6%  |
| 제5화                                     | 2008년 11월 14일 | 원수의 아들과 도둑맞은 맛                                  | 15.1%  |
| 제6화                                     | 2008년 11월 21일 | 진짜 남매가 아니야                                         | 14.8%  |
| 제7화                                     | 2008년 11월 28일 | 여동생은 원수의 아들에게 반했어                            | 14.5%  |
| 제8화                                     | 2008년 12월 5일  | 여동생의 정체와 궁지에 몰린 진범                           | 11.5%  |
| 제9화                                     | 2008년 12월 12일 | 시효 당일 마지막 고백                                      | 15.4%  |
| 최종화                                    | 2008년 12월 19일 | 범인은 너다! 3남매의 운명은 ... 눈물과 감동의 최종회!      | 22.6%  |
| 평균 시청률: 16.6%                        |                  |                                                            |        |
| (시청률은 간토 지방·비디오 리서치사 조사) |                  |                                                            |        |